# オテンキ
オテンキは、日本のお笑いトリオ。2001年7月結成。

## メンバー
GO（ゴー、1978年8月27日（46歳） - ）
一言（トリオでの小ボケ）・ネタ作り担当。
本名：向後 和矢（こうご かずや）。東京都江戸川区出身、正則学園高等学校、東洋大学卒業。血液型はB型。
柔道は高校1年生時に都大会に出場。2005年頃にはみちのくプロレス研修生だった。

のり（1979年2月27日（46歳） - ）
小ボケ（トリオでの大ボケ）担当。
本名：齊藤 良徳（さいとう よしのり）。千葉県鴨川市出身、木更津総合高等学校・東洋大学経済学部卒業。血液型はO型。兄2人に異母妹。喫煙者。
柔道五段。中学校から大学まで柔道部所属で、高校時代は千葉県チャンピオン。伝統派空手も小学1年生から習っており、小学6年時には組手の部で千葉県チャンピオンになった。極真空手も経験している。
相方・GOと同じく、みちのくプロレス研修生だった。
21歳から2年間は浅草で人力車引きのアルバイトをしており、5年のブランク後に再び芸人としての活動を再開。
既婚者。2019年3月に第1子が誕生。
実家が全焼した過去を持つ。
スウェーデン発祥の薪投げゲーム「クッブ」（Kubb）の協会公認普及指導員であり、競技の面白さを広める活動を行なっている。2022年8月にはスウェーデンで開催されたKUBB（クッブ）世界大会にも出場。

しんのすけ（1982年9月27日（42歳） - ）
ツッコミ担当。
本名：田中 慎之介（たなか しんのすけ）。埼玉県鶴ヶ島市出身、東京経済大学卒業。血液型はA型。スクールJCA13期出身。
2024年10月1日に加入。加入以前は佐野（現・牛女）との「演芸おんせん」、ゆずきヶ島（現・マウンテンブック）との「ハッピーエンド」、一丁との「メダカクリーム」といったコンビを組んでいた。

### 元メンバー
ジロ（1978年5月7日（46歳） - ）
ツッコミ担当。
本名：飯棲 英雄（いいずみ ひでお）。千葉県鴨川市出身。
のりとは幼馴染であり、オテンキの結成初期メンバー。
2006年3月を以て脱退に伴い引退。

江波戸 邦昌（えばと くにまさ、1978年7月3日（46歳） - ）
ツッコミ担当。
東京都出身、日本大学第一高等学校卒業。血液型はA型。NSC東京校5期出身。
2006年6月頃に加入。オテンキのメンバー内では唯一本名で活動していた。
特技はアメリカンフットボール。
かつては「ガスマスク（渡辺隆（現・錦鯉）とのコンビ）」、「カウボーイズ（2004年9月結成）」のメンバーだった。なお、渡辺とは高校時代の同級生だった。
2021年8月3日、芸人引退と同時に事務所の退所が発表された。今後は家業に従事する。
2022年のM-1グランプリに小仲くんとのユニット「さくら」として参加（2回戦欠席）。プロフィールの職業欄には「会社員」と記載。

## 来歴・芸風
GOとジロは大学時代に柔道の大会に優勝した際、大学の先輩を通じて知り合う。
結成は2001年7月。当初はフリーで活動し、その後にドリームアクション所属となる。その後はSMA NEET Projectへ移籍、2016年より浅井企画所属となった。
2006年3月にジロが脱退。同年6月頃に江波戸が加入。GO・のり・江波戸の3人での初舞台は、江波戸加入から2日後だった。それまで江波戸はGO・のりと面識は無かったという。
ネタは主にコント。GOがまとめ役となることが多く、のりの小ボケが多い。なお、お笑い番組『爆笑レッドカーペット』（フジテレビ）では「小ボケ先生」のネタを頻繁に披露していた。
同じコントであっても起承転結の転結部分が異なり、特に結の部分であるオチが完全に変化しているため見終えた時に異なる印象を受ける場合がある。GOはショートネタによっては、役割通り「一言」で終わってしまうこともある。
2012年4月より、のりがラジオ番組『レコメン!』（文化放送）のパーソナリティとなる。2021年8月に江波戸が脱退、GOとのりによるコンビとして活動することが浅井企画から発表された。なお、コロナが落ち着き次第「江波戸最後のツッコミ スペシャルライブ」を開催予定としていたが、2022年7月現在も開催されず、脱退前では2021年8月27日配信の『都会のトム&ソーヤぼくらの砦』スピンオフ「ジュリアスTV」第7回（ABEMA）、脱退後では2022年3月18日開催のライブ『左ハンドル』（東京・びーちぶ）が最後のトリオ出演となった（江波戸はサプライズ出演）。
コンビとなって以降は、のりが進行を務めながらも互いにボケを重ねるツッコミ不在のスタイルとなっていた。
2024年10月1日、しんのすけの加入により再びトリオとして活動する旨を発表。

## 出演番組

### テレビ
- 爆笑オンエアバトル（NHK総合）戦績2勝5敗 最高445KB
  - GO・のり・ジロ時代に2回出演し1回オンエア、それ以降はジロ脱退、江波戸加入後。
- オンバト+（NHK総合）戦績6勝2敗 最高513KB
- あらびき団（TBSテレビ） - 2008年5月28日（第30回）
- キャラ☆キング（テレビ朝日制作） - 『ゴリ耕作』のキャラクターで、第3回の『イチオシ!キャラ☆コレクション』出演。
- エンタの天使（日本テレビ） - 2008年11月5日（第7回）、キャッチコピーは「SUN人組の上昇気流」
- 新春ホワイトカーペット（フジテレビ）キャッチコピーは「お笑い快晴3人組」
- 伊集院光のばんぐみ（日本BS放送）
- 伊集院光のしんばんぐみ（日本BS放送）
- 伊集院光のばらえてぃーばんぐみ
- 爆笑一番（秋田テレビ）
- お笑い図鑑 ハマヌキ（tvk）
- 爆笑レッドカーペット（フジテレビ）キャッチコピーは「太陽がいっぱい」
  - コラボカーペットでは、ハイキングウォーキング&長友光弘（響）(のりのみ、小ボケ組名義)、ゆってぃ&倉本剛（ロケット団）(のりのみ、ゆってぃ隊名義)、クボケン（5GAP）と共演。
  - TBSテレビの人気番組『情熱大陸』を元にパロディー化した「芸人大陸」という企画では、揚げ物の調理をしていた際に鍋から火の手が上がって家を全焼させてしまったことをずっと悔やんでいるのりの祖母を笑顔にしようと、ひたむきに頑張る3人の姿が密着取材されていた[注 3]。
- お笑いTV「ニコニコ笑い汁」（MONDO21）
- バカヂカラ（TOKYO MX）
- 響のNightスプラッシュ!（シティテレコムかながわ、2009年4月23日）GOのみ
- ウンナン極限ネタバトル! ザ・イロモネア 笑わせたら100万円（TBSテレビ、2009年7月9日）『ゴールドラッシュ』で3回勝ち抜き、イロモネア出場権獲得。
  - 2010年2月11日放送のイロモネア新企画『10モネア』にて10回連続クリアで100万円獲得。
- ジャガイモン（テレ朝チャンネル、2009年12月24日）
- VVV6（フジテレビ）高橋克実がゲスト出演した際に『今一番のお気に入り芸人』として出演、高橋とコラボネタを披露した。
- エンタの神様 未公開ネタ大連発SP!!（日本テレビ）- 2010年3月6日 キャッチコピーは「能天気なSUN人組み」
- お願い!ランキング（テレビ朝日、2009年12月21日）
- IJP イジュウインパーク （TOKYO MX）
- 全種類。（TBSテレビ、2010年5月20日）- 「女の子でも笑える下ネタ仕分け」
- ももクロChan（テレビ朝日）‐ 2010年11月 - 2013年3月まで、進行役として不定期出演。
- おてんこしゃんこ（チバテレビ）
- キングオブコント（TBSテレビ）2011年、セミファイナリストとして審査員を務めた。
- 炎の体育会TV（TBSテレビ、2011年12月12日、 2012年4月23日、6月18日、7月16日） - のりのみ
  - 柔道3段であり日頃から道場で子供達を指導する程の腕前と恵まれた体格を生かして2011年12月12日の第3試合イダリス・オルティスオルティス戦、2012年4月23日の穴井さやか戦ではいずれも判定で2連勝、同6月18日の薪谷翠戦では寝技の上四方固めで一敗、同7月16日のオルティスとの再戦では判定で引き分けという結果となった。
- よるべん（TBSテレビ） - 江波戸のみ
- ストライクTV（テレビ朝日、2013年9月2日）- GOのみ
  - 「仲良し芸能人ペア集結SP」と題して親交のある伊集院光とペアを組み出演。
- 伊集院光のてれび（TwellV）
- ボク、運命の人です。（日本テレビ、2017年4月～）のり 木幡渡造役で出演
- わらたまドッカ～ン（NHK Eテレ、2017年11月20日）
- マツコ&有吉 かりそめ天国（テレビ朝日、2018年6月27日）- GOのみ
- じゃじゃじゃじゃ〜ン!（フジテレビ、2018年10月～）- のり（テング課長-声）
- お笑い向上委員会（フジテレビ、2019年1月～）- のりのみ（モニター横）
- 踊る！さんま御殿（日本テレビ、2019年8月20）- のりのみ
- よじごじDays「密着ゴミ屋敷バスター」（テレビ東京、2019年10月24日）- のりのみ
- スポさま（BSテレビ東京、2020年1月5日・12日・19日）- のりのみ
- よじごじDays 「こんな時だから家の中で楽しめる大特集」（テレビ東京、2020年5月1日）- のりのみ
- サイサイてれび! おちゃの娘サイサイ（テレ朝チャンネル1）

### ラジオ
- レコメン!（文化放送、2012年4月2日 - 2023年3月22日） - のりのみ
- Branding Hit TOKAI（FM AICHI、2014年4月1日 - ） - のりのみ
- 柴田阿弥とオテンキのりのジャパン5.0（政府広報）（2020年4月 - 、文化放送ほか） - のりのみ
- オテンキのりのレコメン! 「ひとり組手」（文化放送、2020年3月31日 - 9月25日） - のりのみ  文化放送（半年間限定）
- てるのりのワルノリ（文化放送、2023年4月1日 - ） - のりのみ

### ウェブテレビ
- 週刊！NIPPONちびっこランド　（2012年1月9日〜　フジテレビ無料動画サイト　見参楽 コーナー出演
- ニコジョッキー杯 大喜利キング2013　（2012年4月13日開始 隔週金曜日、ニコジョッキー） - GOのみ
- 本気の週末“具多具多（ぐだぐだ）”　〜FRIDAY SHOW〜（2016年6月10日 - 2017年1月13日、AbemaTV）全29回[15]
- AV紳士　第3夜（2018年12月、ピクションシネマ）のりのみ
- Mrs. GREEN APPLEファンクラブ動画コンテンツ「ガッツキミセス」MC-のりのみ
- はだかいっかん！ (Youtubeチャンネル) MC-のりのみ

### CM
- ミツカン 〆まで美味しい鍋つゆシリーズ・ごま豆乳鍋つゆ「帰ってきた2分割篇」（のりとGOのみ、伊集院光と共演。）
- キッコーマン 本つゆ（2017年4月〜）- 上戸彩宅に訪れる三人組のひとり（のりのみ）
- 東京スカイツリータウン 家族篇（2018年4月-） - （のりのみ：お父さん 役）
- バイトル パティシエ篇　（2018年4月〜）白石麻衣と共演 - （のりのみ：パティシエ 役）
- スクウェア・エニックス ドラゴンクエストX いばらの巫女と滅びの神 オンライン（2019年10月） - （のりのみ：監督 役）
- A Inc.「ふわっち」働く男篇（2021年9月17日 - ） - のりのみ：配信者 役[16]

## DVD
- 1回やらせて! （2013年発売 発売元：コンテンツリーグ）
- 群雄割拠!SMAお笑いカーニバル - GOとのりのみ。
- 群雄割拠!SMAお笑いカーニバル2
- 群雄割拠!SMAお笑いカーニバル3
- 伊集院光のばんぐみのでぃーぶいでぃー vol.1（2008年10月15日発売） ポニーキャニオン - GOとのりのみ。
- 伊集院光のばんぐみのでぃーぶいでぃー vol.2（2008年11月19日発売）
- 伊集院光のでぃーぶいでぃー 〜超難解 間違い探しの巻（2010年1月20日発売） - GOとのりのみ。
- 伊集院光のでぃーぶいでぃー 〜しゃしん『伊』の巻（2010年2月17日発売） - GOのみ。
- 伊集院光のでぃーぶいでぃー みんなでチカラをあわせていろいろつくってみようの巻（2010年3月17日発売）
- 伊集院光のでぃーぶいでぃー 〜アクトレスが泣くのです選手権の巻（2009年9月16日発売） - GOとのりのみ。
- 伊集院光のでぃーぶいでぃー 〜箱庭カウンセリングの巻（2009年10月21日発売）
- 伊集院光のでぃーぶいでぃー 〜夢にときめけ仲間を疑え草野球芸人対抗連係プレー選手権の巻 （2009年11月18日発売）
- 伊集院光のばらえてぃー だるまさんが動いたらみんなバラバラの巻（2012年2月24日発売） - GOとのりのみ。
- 伊集院光のばらえてぃー 酩酊ドミノ　ハイパーの巻（2012年3月21日発売）
- 伊集院光のばらえてぃー 体内時計でぴったんこの巻 - GOと江波戸のみ[注 4]。
- 伊集院光のばらえてぃー ラジオの魅力に迫りまＳＨＯＷ！~投稿しＮＩＧＨＴ~の巻（2012年4月27日発売）
- 伊集院光のばらえてぃー 裸・裸・裸フィッシングの巻（2012年5月25日発売）
- 伊集院光のばらえてぃー ノンアルコールドミノ毒入りの巻（2012年6月29日発売）
- ももクロChan DVD 決戦は金曜ごご6時（キングレコード、2011年9月21日）
- ももクロChan -Momoiro Clover Z Channel- 飛び出す 5色のジュブナイル（キングレコード、2012年7月11日）

## 書籍
- オテンキのり『死んでも忘れられない話』（2025年3月22日、ワニブックス）ISBN 978-4-8470-7541-4[17]